# 遲滯現象

铁电性材料的電位移场D随着电场E首先减小，然后增加。曲线形成滞后回线。

遲滯現象（英語：hysteresis），或稱滯回現象、滯後現象，指一系統的狀態（主要多為物理系統），不僅與當下系統的輸入有關，更會因其過去輸入過程之路徑不同，而有不同的結果，即系统的状态取决于它本身的历史状态的一种性质。換句話說，一系統經過某一輸入路徑之運作後，即使輸入初始時的同樣的輸入值，狀態也不能回到其初始。例如一塊黏土放在手上，捏壓之後不再施力，此時受力與先前放在手上可視為相同，但是卻已不是先前形態了，而不同捏壓的方法，也會得到不同的形態。再例如，在一个给定的磁场中，一块磁铁可能含有不只一种可能的磁矩，这取决于磁场在过去的状态。即磁场过去的状态依然会对现在的磁铁的磁矩产生影响，即使磁场状态已发生了改变。迟滞现象在铁磁体、铁电材料、橡胶管的变形、形状记忆合金中均可以见到。在自然系统中，它通常与不可逆的热动力学改变如相变有关。
迟滞现象存在于多种领域，如物理学、化学、工程学、生物学和经济学。在人工系统中也迟滞现象的整合，如恒温器，它可以避免频繁的开关切换。物理学中的遲滯現象最初由英国物理学家詹姆斯·阿尔弗雷德·尤因发现。
具有迟滞现象的系统是非线性的，通常很难被转换为一个数学模型。已有的数学模型包括Preisach模型（以前被用于铁磁性迟滞现象的解释），Bouc-Wen模型——尝试捕捉一些迟滞现象的通用特征。也有一些现象性的模型，如Jiles–Atherton模型。

## 生物系统
在细胞中的迟滞现象通常伴随着双稳态系统，即，一个相同的输入可以造成两个不同的稳定的输出。在持续性变化的化学浓度或活性输入的情况下，双稳态会形成数字性的，开关样的输出，迟滞现象使得系统可以更好的抵抗噪音。具有迟滞现象的系统的特征通常有，与维持在一个状态所需要的输入相比，转换到另一个特定的状态所需要的输入值更高。
在细胞生物学中，细胞在经历细胞分裂时会呈现迟滞现象，相比于细胞维持在有丝分裂期，在细胞从G2期转换到有丝分裂期时，它需要更高浓度的细胞周期蛋白来实现这一状态转换。
在免疫系统中，T细胞也存在迟滞现象。对于一个曾经激活过的T细胞来说，它再次激活时需要更低的信号阈值。
在神经系统中，许多神经元在一个刺激条件移除后不能回复到基准状态的现象也是迟滞现象的一个例子。
在生态系统中，生态系统的平衡态不能仅由环境因素的变量决定，也同时需要参考系统的过去状态。